# Comptes Rendus Mathematique
De Comptes Rendus Mathématique (afgekort als C. R. Math.) is een Frans wiskundig tijdschrift dat reeds sinds 1835 verschijnt, toen het blad werd opgericht door de Académie des sciences. de Franse wiskundige Augustin Louis Cauchy publiceerde in de eerste twee decennia bijzonder veel in dit tijdschrift. 
Het blad verschijnt maandelijks en bevat originele artikelen op alle gebieden van de wiskunde. Zowel Franstalige als Engelstalige artikelen worden gepubliceerd; elk artikel heeft  een Engelstalige en een Franstalige samenvatting. Volgens de Journal Citation Reports had het tijdschrift in 2012 een impactfactor van 0,477. In 2013 bestond het redactieteam uit J.-M. Bony, P.G. Ciarlet en J.-P. Demailly
Het tijdschrift wordt uitgegeven door de Académie des sciences. De druk en verspreiding worden verzorgd door Elsevier. 

## Geschiedenis
In zijn lange geschiedenis is het tijdschrift de laatste 35 jaar drie keer van naam veranderd.
- Comptes rendus hebdomadaires des séances de l'Académie des sciences, (1835-1965), ISSN 0001-4036[3]
- Comptes rendus hebdomadaires des séances de l'Académie des Sciences. Série A, Sciences mathématiques, (1966-1980), ISSN 0997-4482
- Comptes rendus de l'Académie des sciences. Série I, Mathématique, (1980-2001), ISSN 0764-4442[4]

## Voetnoten
1. ↑  (fr)  Redactierichtlijn
2. ↑  (en)  Redactieraad
3. ↑  (fr)  Archives des Comptes Rendus Hebdomadaires des Seances de l'Academie des Sciences (1835-1965). Gearchiveerd op 14 juni 2023.
4. ↑  (fr)  Archives des CRAS, Série I (1997-2001)